# 聖馬爾科斯區

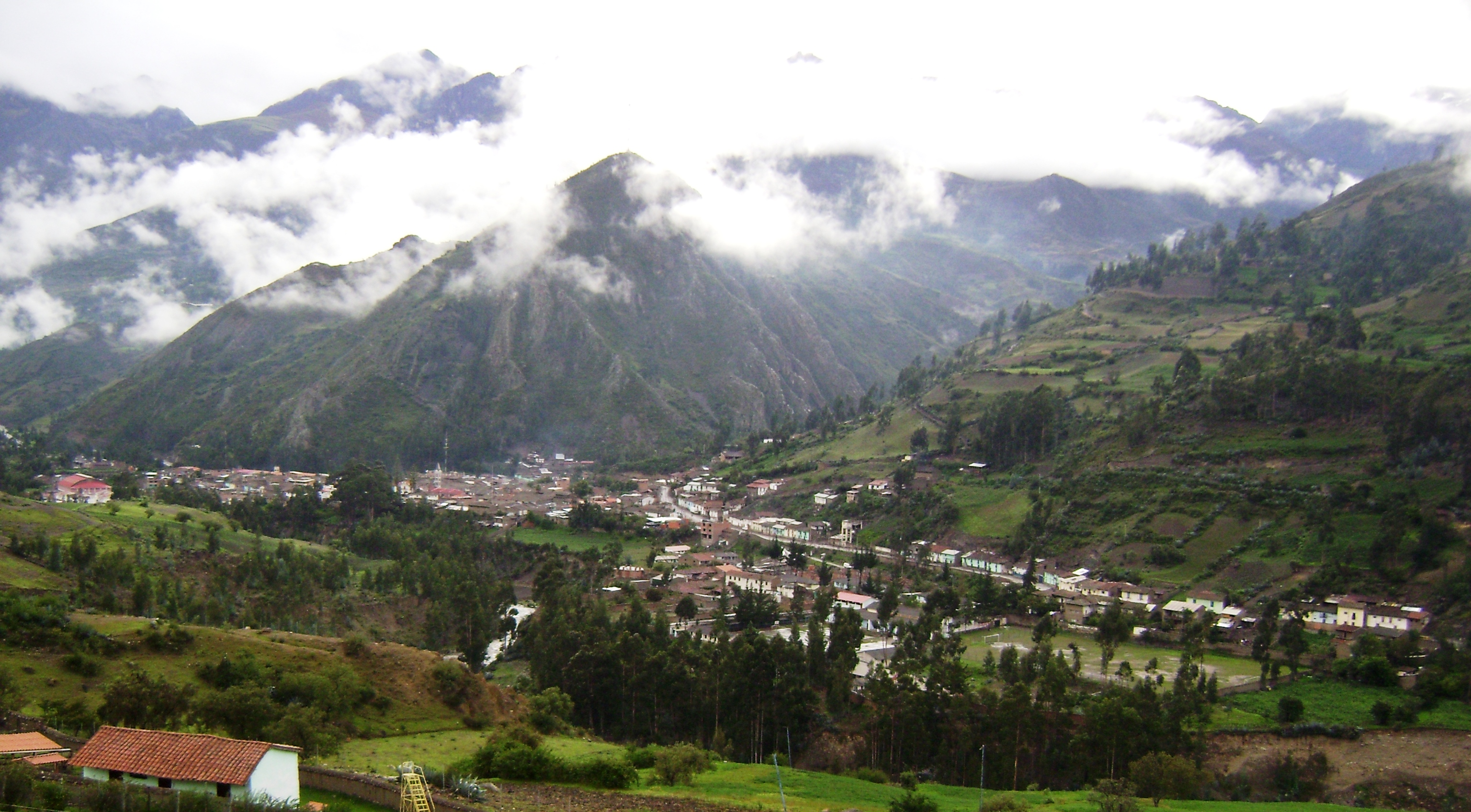

聖馬爾科斯區（西班牙語：Distrito de San Marcos），是秘魯的一個區，位於該國北部安卡什大區的瓦里省，始建於1955年5月3日，面積556.75平方公里，海拔高度2,964米，2005年人口10,725，人口密度為每平方公里19人。